# مرقب جلاجل
مرقب جلاجل، برج مرتفع يقع في جلاجل وسط المملكة العربية السعودية. استخدم للمراقبة، إذ له أهمية في الرقابة والاستشراف على الأراضي المتباعدة عن البلد تحسبًا لأي هجوم على البلد في الزمن السابق، حيث اضطراب الأمن.

## الموقع
يقع المرقب على الجبال الشرقية لجلاجل (ظهرة المرقب) أو (ظهرة بكران) على الطريق العام القديم الرياض - سدير - القصيم. ويمتاز بموقعه المرتفع ويوجد أعلاه فتحات وذلك لرؤية القادم إلى البلد من عدو وغيره لمسافات بعيدة.

## البناء
يُعد المرقب شاهد من شواهد جلاجل، ومعلم أثري من معالمها. هو بناء دائري الشكل مرتفع يبلغ ارتفاعه 12 مترًا بني بالحجارة والطين. وقد بناه أحد البنائين المهرة من أبناء جلاجل هو إبراهيم بن حسن المعيوف ومعه جماعة من أهل جلاجل، حيث كان قبل بناء المرقب يوجد مرقب صغير يقع على درب (ابن مجلي) مقابل نخل (الفايز) المسمى (القبية) من الجهة الشرقية.
قال ابن عيسى في تاريخه عقد الدرر: «في سنة 1311 هـ وفي ربيع الثاني من هذه السنة شرعوا في عمارة مسجد الجامع في بلد أشيقر زادوا سرحته بالدكاكين الشرقية عنه هدموها وادخلوها معه. وأستاذ البناء إبراهيم بن معيوف من أهل جلاجل- فجزى الله من قام في عمارته خيراً- وفرغوا من ذلك في جمادى الأولى».

### التجديد
جدد المرقب عدة مرات منها ما تم سنة 1321 هـ وهي السنة التي جاءت فيها الحامية العسكرية التي أرسلها الإمام عبد العزيز بن عبد الرحمن آل سعود إلى جلاجل بقيادة الأمير مساعد بن عبد المحسن السديري الذي مكث في جلاجل عدة سنوات، وفي السنة المذكورة أرسل الإمام عبد العزيز بن عبد الرحمن آل سعود خليفة بنت عبد الرحمن بن بديَّع من أهل الدرعية لسدير البقاء في مرقب جلاجل للمراقبة، وفي آخر رجب من سنة 1321 هـ قدم الإمام عبد العزيز إلى جلاجل ومكث أربعين يومًا وجدد المرقب في هذه السنة، وفي سنة 1421 هـ رمم المرقب من قبل عبد العزيز بن علي الشويعر.

## مكونات الموقع
- أساسات من الحجر
- الحوائط مبنية في صورة مداميك افقية من الحجر والطين
- مبنى المرقب مغطى بطبقة من لياسة خارجية من الطين والحجر
- توجد فتحات على شكل دوائر صغيرة والغرض منها مراقبة العدو والرماية
- الاسقف من خشب الاثل مغطاة بسعف النخيل وبعلوها طبقة من الطين والتبن
- المرقب يحتوي على المصاليت والتي تستخدم في يالمراقبة والرماية
- الارتفاع التقريبي للمرقب 12م [4]

## انظر ايضاً
- جلاجل

## وصلات خارجية
- باحثان بريطاني وفرنسي يزوران الآثار التاريخية في جلاجل.
- من المعالم الأثرية في جلاجل مرقب جلاجل.